# Victorina Bridoux
Victorina Bridoux y Mazzini de Domínguez  (Mánchester, 9 de abril de 1835–Santa Cruz de Tenerife, 1862) fue una poetisa y novelista española, perteneciente al Romanticismo español del siglo XIX.

## Biografía
Fue hija de Ángela Mazzini, poetisa y dramaturga de Cádiz que realizó diversas aportaciones al teatro romántico español, y de Carlos Honoré Bridoux y Lefebre, comerciante al por mayor de París. Nació en Mánchester, ciudad a la que se habían trasladado sus padres por motivos de trabajo. En 1833, Bridoux volvió a España, junto a su madre, tras el fallecimiento de su padre. Se instalaron en Andalucía y estudió allí hasta los 13 años en el Colegio de religiosas irlandesas de Gibraltar, en el que destacó en música, idiomas y literatura.
Cuando tenía 20 años, se fueron a vivir a Santa Cruz de Tenerife, ciudad en la que desarrolló su obra literaria. Allí, llevó a cabo funciones benéficas de declamaciones en el teatro, realizó publicaciones en El Noticioso de Canarias (entre 1851 y 1855) y, con el paso del tiempo, llegó a publicar composiciones literarias en casi toda la prensa del momento. Su faceta literaria la compaginaba con su vida matrimonial (en 1855 se casó con Gregorio Domínguez de Castro) y familiar (tuvo cuatro hijos).
Después de llevar una vida compleja causada por sus problemas de salud, falleció en 1862, con 27 años, siendo víctima de la epidemia de fiebre amarilla que asoló la ciudad tinerfeña. Sus restos se encuentran en el Cementerio capitalino de San Rafael y San Roque. Sin embargo, en su lápida no figura su nombre, sino el de su marido.
Todas sus obras vieron la luz de forma póstuma. Bajo el título Lágrimas y flores se publicó un volumen que había dejado preparado antes de morir como homenaje a su esposo (1863). También fue autora de otras tres obras que dejó sin terminar y que, tras su fallecimiento, publicaron sus herederos.

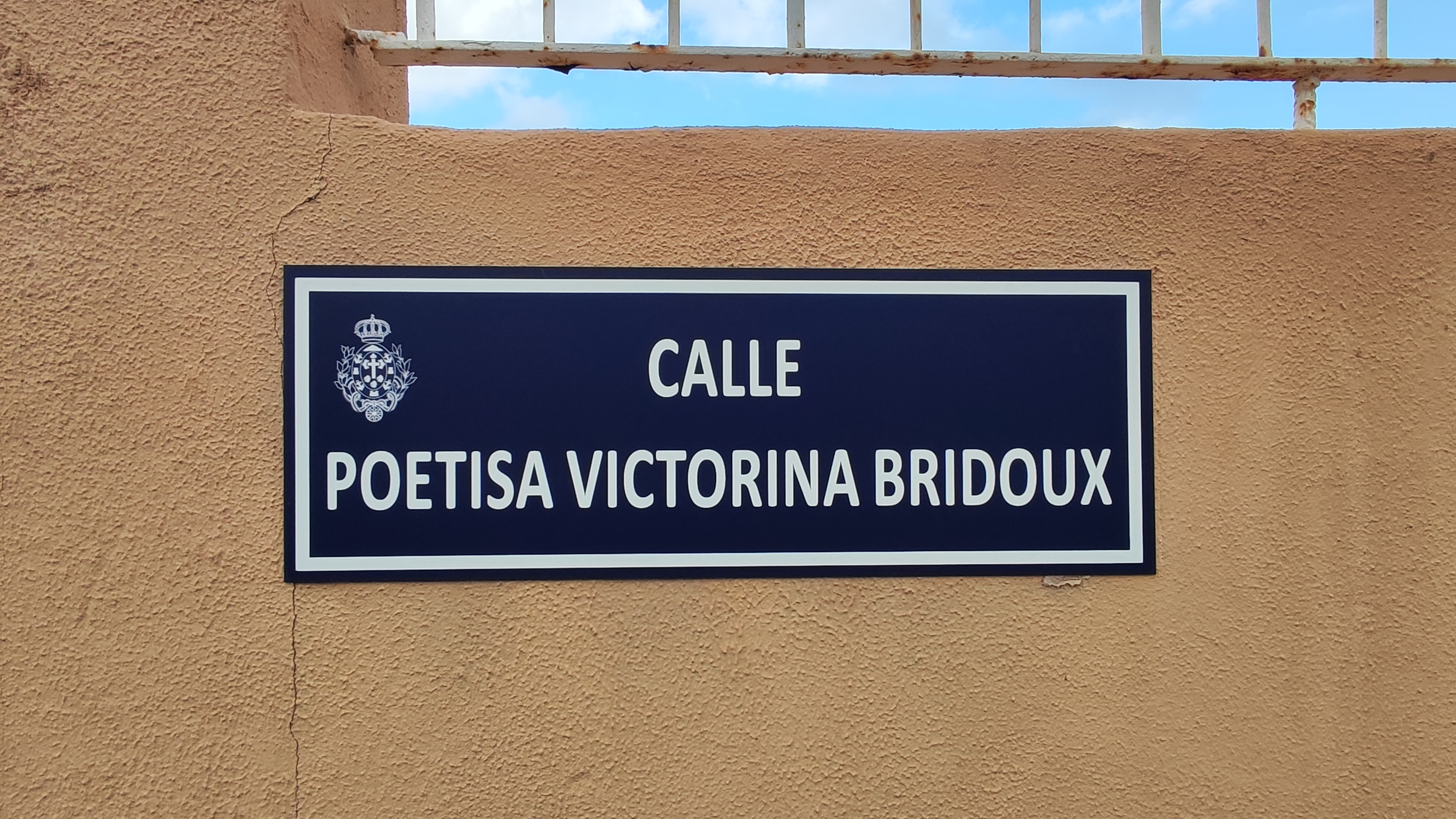
Calle en Santa Cruz de Tenerife

## Reconocimientos
- La Asociación Cultural Tinerfeña de Escritores (ACTE) creó el Premio Victorina Bridoux de las Letras. Este galardón homenajea a escritores canarios que poseen una amplia trayectoria literaria, como a la poetisa Olga Rivero Jordán, en 2018,[7][8] y al escritor Alberto Omar Walls, en 2019.[9] Este premio se concede anualmente en Tenerife.[10]
- Una calle de Santa Cruz de Tenerife lleva su nombre.[11]

## Obra
- 1863 – Lágrimas y flores: producciones literarias de Dª Victorina Bridoux y Mazzini de Domínguez. Producciones literarias. Sabina. Madrid.
- 1863 – El bálsamo de las penas. F. Escámez. Madrid.
- 1890 – Amparo. Castañal y Cª. Zaragoza.
- 1890 – El secreto de la hermosura. Castañal y Cª. Zaragoza.